# Prix Ina-Nobuo
Le prix Ina-Nobuo (伊奈信男賞, Ina-Nobuo-shō) est décerné annuellement par Nikon Salon, une entité organisatrice d'expositions photographiques au Japon sponsorisée par Nikon.
Le prix est attribué depuis 1976 en l'honneur du critique Nobuo Ina (ja) qui a présidé le Nikon Salon de 1968 à 1978.
Il récompense un photographe qui a tenu la meilleure exposition de l'année, décomptée d'octobre à septembre.

## Lauréats
|    |       |                                  |
| -  | Année | Photographe                      |
| 1  | 1976  | Gashō Yamamura                   |
| 2  | 1977  | Masahisa Fukase                  |
| 3  | 1978  | Hiromi Tsuchida                  |
| 4  | 1979  | Satoshi Kuribayashi              |
| 5  | 1980  | Bishin Jumonji                   |
| 6  | 1981  | Meitoku Itō                      |
| 7  | 1982  | Shinzō Hanabusa, Shisei Kuwabara |
| 8  | 1983  | Gorō Nakamura                    |
| 9  | 1984  | Akihisa Masuda                   |
| 10 | 1985  | Masao Gozu                       |
| 11 | 1986  | Shigeichi Nagano                 |
| 12 | 1987  | Ichirō Tsuda                     |
| 13 | 1988  | Hiroh Kikai                      |
| 14 | 1989  | Noriaki Yokosuka                 |
| 15 | 1990  | Chuyung Yoon                     |
| 16 | 1991  | Akihiro Sakaki                   |
| 17 | 1992  | Kiyoshi Suzuki                   |
| 18 | 1993  | Kunihiro Suzuki                  |
| 19 | 1994  | Eimu Arino                       |
| 20 | 1995  | Hiromi Eguchi                    |
| 21 | 1996  | Yoshikazu Minami                 |
| 22 | 1997  | Michio Yamauchi                  |
| 23 | 1998  | Mitsuhiro Kamimura               |
| 24 | 1999  | Shunji Dodo                      |
| 25 | 2000  | Hideaki Uchiyama                 |
| 26 | 2001  | Hiroshi Yamazaki                 |
| 27 | 2002  | Seiichi Furuya                   |
| 28 | 2003  | Hiroshi Ōshima                   |
| 29 | 2004  | Kiyotaka Shishito                |
| 30 | 2005  | Nobuo Shimose                    |
| 31 | 2006  | Chihiro Minato                   |
| 32 | 2007  | Keizō Kitajima                   |
| 33 | 2008  | Kenshichi Heshiki                |
| 34 | 2009  | Oota Zyuniti                     |
| 35 | 2010  | Hitoshi Fugo                     |
| 36 | 2011  | Yi Sangil                        |
| 37 | 2012  | Brian Y. Sato                    |
| 38 | 2013  | Kōgorō Suzuki                    |
| 39 | 2014  | Osamu Kanemura                   |

## Source de la traduction
- (en) Cet article est partiellement ou en totalité issu de l’article de Wikipédia en anglais intitulé « Ina Nobuo Award » (voir la liste des auteurs).